# Gregory Alan Williams
Gregory Alan Williams (* 12. Juni 1956 in Des Moines, Iowa) ist ein US-amerikanischer Schauspieler und Autor.

## Leben
Gregory Alan Williams graduierte 1973 am Coe College und leistete seine Militärzeit bei dem United States Marine Corps bis 1976 ab. Anschließend konzentrierte er sich auf seine Schauspielkarriere. Nachdem er 1989 in Nico, Die Indianer von Cleveland und Die Killer-Brigade sein Leinwanddebüt gab, wurde er in der Erfolgsserie Baywatch – Die Rettungsschwimmer von Malibu für die Rolle des Garner Ellerbee besetzt, welche er in 95 Folgen bis 1998 und parallel dazu auch in der Fernsehserie Baywatch Nights spielte.
Während der Unruhen in Los Angeles 1992 rettete Williams einem Japano-Amerikaner, der von den Aufständischen angriffen wurde, das Leben. Dieses Erlebnis verarbeitete er in seinem ersten Buch A Gathering of Heroes: Reflections on Rage and Responsibility: A Memoir of the Los Angeles Riots, welches 1994 erschien.

## Filmografie (Auswahl)

### Film
- 1989: Die Indianer von Cleveland (Major League)
- 1989: Die Killer-Brigade (The Package)
- 1989: Nico (Above the Law)
- 1993: In the Line of Fire – Die zweite Chance (In the Line of Fire)
- 1996: Alf – Der Film (Project: ALF, Fernsehfilm)
- 1996: Brutale Liebe – und jeder schweigt (No One Would Tell)
- 1997: Schwarze Messen auf dem Kampus (Dying to Belong)
- 1997: Tod einer Stripperin (Stag)
- 2000: Gegen jede Regel (Remember the Titans)
- 2003: Old School – Wir lassen absolut nichts anbrennen (Old School)
- 2005: Be Cool – Jeder ist auf der Suche nach dem nächsten großen Hit (Be Cool)
- 2005: Todesschwarm – Heuschrecken greifen an (Locusts)
- 2008: W. – Ein missverstandenes Leben (W.)
- 2010: Caitlin – Mein Geist der Weihnacht (Christmas Cupid)
- 2010: MacGruber
- 2012: Die Hornisse (Hornet’s Nest)
- 2015: Terminator: Genisys
- 2016: Ruf der Macht – Im Sumpf der Korruption (Misconduct)
- 2017: Eine Frage des Glaubens (A Question of Faith)
- 2018: Gott ist nicht tot – Ein Licht in der Dunkelheit (God’s Not Dead: A Light in Darkness)
- 2019: Brightburn Son of Darkness
- 2019: I See You
- 2020: The Banker

### Serien
- 1989–1998: Baywatch – Die Rettungsschwimmer von Malibu (Baywatch, 95 Folgen)
- 1991: Der Prinz von Bel-Air (The Fresh Prince of Bel-Air, eine Folge)
- 1995–1997: Baywatch Nights (23 Folgen)
- 2000–2001: Die Sopranos (The Sopranos, 3 Folgen)
- 2000–2002: The West Wing – Im Zentrum der Macht (The West Wing, acht Folgen)
- 2001: Boston Public (zwei Folgen)
- 2001–2003: The District – Einsatz in Washington (The District, 13 Folgen)
- 2005: Boston Legal (eine Folge)
- 2005: Monk (eine Folge)
- 2009–2014: Drop Dead Diva
- 2011–2013: Dr. Dani Santino – Spiel des Lebens (Necessary Roughness)
- 2016–2018: Greenleaf
- 2017–2024: Chicago Med
- 2018: MacGyver

## Werke
- A Gathering of Heroes: Reflections on Rage and Responsibility: A Memoir of the Los Angeles Riots. Academy Chicago Publishers. March 1994. ISBN 0-89733-404-3.
- For Black, Brown, & Beige Baby Girls Born Too Beautiful To Watch The Bay. The Journey Press. 1997. ISBN 1-930629-00-1.
- Boys To Men: Maps For the Journey. Doubleday. 1997. ISBN 0-385-48687-1.
- Heart of a Woman. Enaz Publications. November 25, 2009. ISBN 1-59232-229-8.